# Wright StreetDeck
Wright StreetDeck — двухэтажный автобус, выпускаемый производителем автобусов из Северной Ирландии Wrightbus с 2014 года. Пришёл на смену автобусу Wright Gemini 2.

## Модификации

### StreetDeck Ultroliner
Этот автобус оснащён дизельным двигателем внутреннего сгорания Daimler OM934 объёмом 5,1 литра. Его конкурентом являются автобусы Volvo B5TL и Alexander Dennis Enviro400 MMC.
Первый прототип был представлен в ноябре 2014 года. Автобус построен по спецификации Sapphire. В Arriva автобус эксплуатируется с июля 2016 года.

### StreetDeck Micro Hybrid
StreetDeck Micro Hybrid — гибридный автобус, построенный по той же спецификации. Экономия топлива — 10%.

### StreetDeck HEV
Этот автобус производится с 2018 года.

### StreetDeck Electroliner BEV
StreetDeck Electroliner BEV — электробус, серийно выпускаемый с июня 2021 года.

## Галерея
- Первый опытный образец Wright StreetDeck
- Гибридный автобус Wright StreetDeck Hybrid